# Joseph Schildkraut
Joseph Schildkraut (n. 22 martie 1896, Viena, Austro-Ungaria – d. 21 ianuarie 1964, New York City, New York, SUA) a fost un actor și scenarist austriac, care a primit Premiul Oscar pentru cel mai bun actor în rol secundar pentru interpretarea rolului lui Alfred Dreyfus din Viața lui Émile Zola.

## Filmografie
- Dämon und Mensch (1915) (debut cinematografic)
- Das Wiegenlied (1916)
- Für den Ruhm des Geliebten (1916) - Musiker Rolf
- Seine Durchlaucht der Landstreicher (1919)
- Die schwarze Fahne (1919)
- Der Roman der Komtesse Ruth (1920)
- Theodor Herzl (1921) - Das leidende Israel
- Orphans of the Storm (1921) - Chevalier de Vaudrey
- The Song of Love (1923) - Raymon Valverde
- The Road to Yesterday (1925) - Kenneth Paulton
- Shipwrecked (1926) - Larry O'Neil
- Meet the Prince (1926) - Prince Nicholas
- Young April (1926) - Prince Caryl
- The King of Kings (1927) - Judas Iscariot
- The Heart Thief (1927) - Paul Kurt
- His Dog (1927) - Peter Olsen
- The Forbidden Woman (1927) - Jean La Coste
- The Blue Danube (1928) - Ludwig
- Tenth Avenue (1928) - Joe Ross
- Show Boat (1929) - Gaylord Ravenal
- The Mississippi Gambler (1929) - Jack Morgan
- Night Ride (1930) - Joe Rooker
- Cock o' the Walk (1930) - Carlos Lopez
- Carnival (1931) - Count Andreas Scipio
- The Blue Danube (1932) - Sandor
- Viva Villa! (1934) - Gen. Pascal
- Sisters Under the Skin (1934) - Zukowski
- Cleopatra (1934) - Herod
- The Crusades (1935) - Conrad - Marquis of Montferrat
- The Garden of Allah (1936) - Batouch
- Slave Ship (1937) - Danelo
- Souls at Sea (1937) - Gaston de Bastonet
- The Life of Emile Zola (1937) - Capt. Alfred Dreyfus
- Lancer Spy (1937) - Prinț Ferdi Zu Schwarzwald
- Lady Behave! (1937) - Michael Andrews
- The Baroness and the Butler (1938) - Baron Georg Marissey
- Marie Antoinette (1938) - duc d’Orleans
- Suez (1938) - Vicomte Rene De Latour
- Idiot's Delight (1939) - Captain Kirvline
- The Three Musketeers (1939) - King Louis XIII
- The Man in the Iron Mask (1939) - Fouquet
- Mr. Moto Takes a Vacation (1939) - Hendrik Manderson
- Lady of the Tropics (1939) - Pierre Delaroch
- The Rains Came (1939) - Mr. Bannerjee
- Pack Up Your Troubles (1939) - Hugo Ludwig
- The Shop Around the Corner (1940) - Ferencz Vadas
- Phantom Raiders (1940) - Al Taurez
- Rangers of Fortune (1940) - Col. Lewis Rebstock
- The Shop Around the Corner (1940) - Ferencz Vadas
- Meet the Wildcat (1940) - Leon Dumeray
- The Parson of Panamint (1941) - Bob Deming
- The Tell-Tale Heart (1941, Short) - Young Man
- Flame of Barbary Coast (1945) - Tito Morell
- The Cheaters (1945) - Anthony 'Mr. M.' Marchand
- Monsieur Beaucaire (1946) - Don Francisco
- Plainsman and the Lady (1946) - Peter Marquette
- Northwest Outpost (1947) - Count Igor Savin
- Old Los Angeles (1948) - Luis Savarin
- The Gallant Legion (1948) - Sen. Clarke Faulkner
- Hamlet (1953, TV) - King Claudius
- The Diary of Anne Frank (1959) - Otto Frank
- The Big Bankroll (1961) - Abraham Rothstein
- The Twilight Zone, Episodul: Deaths-Head Revisited (1961, TV) - Alfred Becker
- The Twilight Zone, Episodul: The Trade-Ins (1962, TV) - John Holt
- The Greatest Story Ever Told (1965) - Nicodemus (ultimul rol de film)

În română
- Marie Antoinette (1932)
- Cleopatra (1934)
- Viața lui Émile Zola (1937)
- Suez (1938)
- Magazinul de după colț (1940)
- The Cheaters (1945)
- Viața lui Iisus (1965)